# Дихан (Диханский сельский округ)
Диха́н (ранее — колхо́з и́мени Ле́нина, каз. Диқан) — село в Байзакском районе Жамбылской области Казахстана, административный центр Диханского сельского округа. Код КАТО — 313637100.

## География
Село расположено в южной части Байзакского района, близ реки Талас, в 12 километрах к северу от районного центра села Сарыкемер, в 20 километрах к северо-востоку от областного центра города Тараз. Ближайшая железнодорожная станция Ушбулак — расположена в 14 километрах к югу от села (по дороге — 22 км). Соседние населённые пункты: Туймекент в 3 километрах к северо-востоку, Аймантобе в 5 километрах к западу, Тегистик в 4 километрах к юго-востоку, Женис в 6 километрах к северу. Транспортное сообщение осуществляется по автодороге КН-6, с выходом на автодорогу А2. Высота центра населённого пункта — 496 метров над уровнем моря. 

### Этимология
Топоним Дихан (каз. Диқан) означает «земледелец» или «хлебороб».

## История
Первоначально село было организовано как колхоз Дихан в 1929 году, позднее колхоз был наименован в честь В. И. Ленина. 27 января 1996 года, постановлением ономастической комиссией при правительстве Республики Казахстан, село утвердило изначальное наименование Дихан. В 1983—1997 годах село являлось филиалом Кировского совхоза по выращиванию семян сахарной свеклы. Располагался комбинат костной муки. В настоящее время (с 1997 года) на базе совхоза создан производственный кооператив и несколько фермерских хозяйств. Имеются средняя школа, клуб, библиотека, медицинский центр, есть институты.

## Население
| Численность населения | Численность населения | Численность населения |
| 1989                  | 1999                  | 2009                  |
| --------------------- | --------------------- | --------------------- |
| 1381                  | ↗1394                 | ↗1437                 |